# Musbury
Musbury un village et une paroisse civile du Devon, situé dans le sud-ouest de l'Angleterre, sur la route A358, près d'Axminster.

## Personnalités liées à la ville
- John Churchill (1er duc de Marlborough)

## Jumelage